# Пол Руто
Пол Руто (3. новембар 1960) био је кенијски атлетичар чија је специјалност трка на 800 метара.
Релативно касно је дебитовао у атлетици. Његово прво забележено време на 800 метара износи 1:51,9 и датира из 1985, а са 30 година најбоље време му је 1:47,0 минута. Године 1991 Пол Руто постиже боље време са 1:44,92, 1992 1:44,33 минута, а 5. септембра 1993. у Ријетију истрчао је лични рекорд од 1:43,92 минута.
Већина његове међународне каријере прошла је у трчању у улози „зеца“ (пејсмејкера) другим тркачима. Његови већи успеси почињу када је 1993. на првенству Африке у Дурбану освојио друго место са 1:45,99 минута иза свог земљака Самјуела Лангата. Исте године на Светском првенству у атлетици у Штутгарту, у финале су се пласирала сва три кенијска такмичара, међу којима је био и Руто. За прво место требало је да се боре два Кенијца Били Кончела светски првак из Токија 1991. и олимпијски победник из 1992. у Барселони Вилијам Тануи. 
Пол Руто је трчао као кад је „зец“, повукао је брзо напред и после 600 метара био је неколико метара испред осталих док је велики фаворит Били Кончела био на последњем месту. Иако је Кончела био најбржи у последњих 200 метара достигао је само треће место, док је Руто сачувао прво са 1:44,71 минута испред Италијана Ђузепеа Д'Урса и освојио светско првенство.
Етнички Пол Руто је припадао племену Нанди. Био је висок 1,84 метра а тежио је 68 килограма.

## Лични рекорди
На отвореном
- 800 метара — 1:43,92 	5. септембар 1993, Ријети Италија

У дворани
- 800 метара — 1:50,49 	12. март 1993, Торонто Канада